# Liquigas-Cannondale/2012
Deze pagina geeft een overzicht van de Liquigas-Cannondale ProTeam-wielerploeg in 2012. Het team is dit seizoen een van de 18 teams die het recht hebben, maar ook de plicht, deel te nemen aan alle wedstrijden van de UCI World Tour.

## Algemeen
Sponsors: Liquigas (gasbedrijf), Cannondale
Algemeen manager: Roberto Amadio
Ploegleiders: Biagio Conte, Dario Mariuzzo, Mario Scirea, Paolo Slongo, Alberto Volpi en Stefano Zanatta
Fietsmerk: Cannondale
Materiaal en banden: Sram, Mavic (banden + wielen), FSA, Fizik
Kleding: Sugoi
Budget: 9 miljoen euro
Kopmannen: Ivan Basso, Vincenzo Nibali, Peter Sagan

## Renners
| Naam                 | Geboortedatum | Nationaliteit    | Ploeg 2011                                      |
| -------------------- | ------------- | ---------------- | ----------------------------------------------- |
| Valerio Agnoli       | 06-01-1985    | Italië           |                                                 |
| Stefano Agostini     | 03-01-1989    | Italië           | stagiair                                        |
| Ivan Basso           | 26-11-1977    | Italië           |                                                 |
| Maciej Bodnar        | 07-03-1985    | Polen            |                                                 |
| Federico Canuti      | 30-08-1985    | Italië           | Colnago-CSF Inox                                |
| Eros Capecchi        | 13-06-1986    | Italië           |                                                 |
| Damiano Caruso       | 12-10-1987    | Italië           |                                                 |
| Mauro Da Dalto       | 08-04-1981    | Italië           |                                                 |
| Tiziano Dall'Antonia | 26-07-1983    | Italië           |                                                 |
| Timothy Duggan       | 14-11-1982    | Verenigde Staten |                                                 |
| Ted King             | 31-01-1983    | Verenigde Staten |                                                 |
| Kristjan Koren       | 25-11-1986    | Slovenië         |                                                 |
| Paolo Longo Borghini | 10-12-1980    | Italië           |                                                 |
| Alan Marangoni       | 16-07-1984    | Italië           |                                                 |
| Moreno Moser         | 25-12-1990    | Italië           | Team Lucchini Construzioni; Liquigas (Stagiair) |
| Dominik Nerz         | 25-08-1989    | Duitsland        |                                                 |
| Vincenzo Nibali      | 14-11-1984    | Italië           |                                                 |
| Daniel Oss           | 13-01-1987    | Italië           |                                                 |
| Maciej Paterski      | 12-09-1986    | Polen            |                                                 |
| Daniele Ratto        | 05-10-1989    | Italië           | Geox-TMC                                        |
| Fabio Sabatini       | 18-02-1985    | Italië           |                                                 |
| Juraj Sagan          | 23-12-1988    | Slowakije        |                                                 |
| Peter Sagan          | 16-01-1990    | Slowakije        |                                                 |
| Cristiano Salerno    | 18-02-1985    | Italië           |                                                 |
| Cayetano Sarmiento   | 28-03-1987    | Colombia         | Acqua & Sapone                                  |
| Sylwester Szmyd      | 12-03-1978    | Polen            |                                                 |
| Alessandro Vanotti   | 16-09-1980    | Italië           |                                                 |
| Elia Viviani         | 07-02-1989    | Italië           |                                                 |

## Belangrijke overwinningen
| Ronde van San Luis 6e etappe: Elia Viviani GP Etruskische Kust Winnaar: Elia Viviani Ronde van Reggio Calabria 1e etappe: Elia Viviani 2e etappe: Elia Viviani Eindklassement: Elia Viviani Ronde van Oman 2e etappe: Peter Sagan 5e etappe: Vincenzo Nibali Trofeo Laigueglia Winnaar: Moreno Moser GP Lugano Winnaar: Eros Capecchi Tirreno-Adriatico 4e etappe: Peter Sagan 5e etappe: Vincenzo Nibali Eindklassement: Vincenzo Nibali Puntenklassement: Vincenzo Nibali Internationale Wielerweek 2e etappe A: Elia Viviani | Driedaagse van De Panne-Koksijde 1e etappe: Peter Sagan Rund um den Finanzplatz Eschborn-Frankfurt Winnaar: Moreno Moser Ronde van Californië 1e etappe: Peter Sagan 2e etappe: Peter Sagan 3e etappe: Peter Sagan 4e etappe: Peter Sagan 8e etappe: Peter Sagan Puntenklassement: Peter Sagan NK wielrennen Verenigde Staten - wegwedstrijd: Timothy Duggan Polen - individuele tijdrit: Maciej Bodnar Slowakije - wegwedstrijd: Peter Sagan Ronde van Zwitserland 1e etappe: Peter Sagan 3e etappe: Peter Sagan 4e etappe: Peter Sagan 6e etappe: Peter Sagan Puntenklassement: Peter Sagan | Critérium du Dauphiné Bergklassement: Cayetano Sarmiento Ronde van Slovenië 4e etappe: Kristjan Koren Puntenklassement: Kristjan Koren Ronde van Frankrijk 1e etappe: Peter Sagan 3e etappe: Peter Sagan 6e etappe: Peter Sagan Puntenklassement: Peter Sagan Ronde van Polen 1e etappe: Moreno Moser 6e etappe: Moreno Moser Eindklassement: Moreno Moser Ronde van Padanië 4e etappe: Vincenzo Nibali Eindklassement: Vincenzo Nibali Ronde van Peking 1e etappe: Elia Viviani Ploegenklassement Japan Cup Winnaar: Ivan Basso |

2005 · 2006 · 2007 · 2008 · 2009 · 2010 · 2011 · 2012 · 2013 · 2014
AG2R-La Mondiale · Astana · BMC Racing Team · Euskaltel-Euskadi · FDJ-Big Mat · Team Garmin-Sharp-Barracuda · Katjoesja · Lampre-ISD · Liquigas-Cannondale · Lotto-Belisol · Team Movistar · Omega Pharma-Quick Step · Orica-GreenEdge · Rabobank · RadioShack-Nissan-Trek · Saxo Bank-Tinkoff Bank · Sky ProCycling · Vacansoleil-DCM